# Мелигалас
Мелигала́с (греч. Μελιγαλάς) – малый город в Греции. Расположен на высоте 100 метров над уровнем моря на холме Профитис-Илиас (пророка Илии), на левом берегу реки Памисос у подножия горы Итома на юго-западной оконечности Пелопоннеса, в 177 километрах к юго-западу от Афин, в 24 километрах к северо-западу от Каламаты и в 20 километрах к северу от аэропорта «Капитан-Василис-Констандакопулос». Административный центр общины (дима) Ихалии в периферийной единице Месинии в периферии Пелопоннес. Население 1296 жителей по переписи 2011 года. Площадь 9,628 квадратного километра. Большинство домов в посёлке построены из камня местного производства. Крупный сельскохозяйственный и торговый центр региона.

## История
В ходе оккупации Греции странами «оси» германские войска ушли из города Каламата с 4 на 5 сентября 1944 года. Народно-освободительная армия Греции (ЭЛАС) осадила Мелигалас, в котором укрепился «Батальон безопасности». Бой за Мелигалас продолжался с 13 по 15 сентября. После начались расстрелы пленных.

## Транспорт
В 3 километрах к северу проходит национальная дорога 9г, часть европейского маршрута E55, а в 3 километрах к востоку — автострада 7 Коринф — Каламата.
В городе находится железнодорожная станция «Мелигалас» на линии Коринф — Каламата, закрытой в 2011 году.

## Население
| Год  | Население, человек |
| ---- | ------------------ |
| 1991 | 1443               |
| 2001 | 1407               |
| 2011 | ↘ 1296             |